# Beautheil
Beautheil (prononcé [bo.ˈt̪ɛj]) est une ancienne commune française située dans le département de Seine-et-Marne en région Île-de-France.
Elle a fusionné le 1er janvier 2019 avec Saints pour former la commune nouvelle de Beautheil-Saints.
Ses habitants sont appelés les Beautheillois.

## Géographie

### Localisation
La commune est située à environ 6,6 kilomètres au sud de Coulommiers.

### Communes limitrophes
Les communes limitrophes incluent également : Saints (2,76 km), Chailly-en-Brie (4,01 km) Amillis (4,06 km), Coulommiers (5,9 km) et Vaudoy-en-Brie (8,4 km).

### Hydrographie
Le système hydrographique de la commune se compose de huit cours d'eau référencés :
- la rivière l’Aubetin, longue de 61,2 km[2], affluent du Grand Morin ;
  - Fausse Rivière, 1,6 km[3], et ;
  - le ru Maclin ou ru de Villiers, 4,2 km[4], affluents de l’ Aubetin ;
    - le fossé 02 de la Commune de Beautheil, 3 km[5], et ;
    - le fossé 03 de la Commune de Beautheil, 2,1 km[6], affluents du ru Maclin ;
- le ru des Français, long de 7,1 km[7], conflue avec le  Ru de l'Étang de Beuvron ;
  - le fossé 01 du Bois de Grangemenant, 1,3 km[8], et ;
  - le fossé 02 du Bois de Grangemenant, canal de 1,3 km[9], qui confluent avec le ru des Français.

La longueur linéaire globale des cours d'eau sur la commune est de 18,97 km.

## Urbanisme

### Lieux-dits et écarts
La commune comptait  98 lieux-dits administratifs répertoriés et était constituée de 17 hameaux se répartissant au nord sur le plateau agricole et au sud au bord de la vallée verdoyante de l’Aubetin.

### Occupation des sols
En 2018, le territoire de la commune se répartit en 81,8 % de terres arables, 16,4 % de forêts, 1,4 % de zones urbanisées et < 0,5 % de zones agricoles hétérogènes,,.

## Toponymie
La commune de Beutheil tire son nom mentionné en 1285 - Beltal, Belteil et Bella Tillia ou « Beau Tilleul ».
Beautheil : « beau tilleul ».

## Histoire
Comme toutes les communes briardes, Beautheil conserve une certaine empreinte de la domination romaine en Gaule.
La commune possède une église fondée à la fin du XVIe siècle ; elle est dédiée à saint Martin et sainte Anne qui sont représentés par deux statues en bois classées. Sur sa façade, un œil-de-bœuf laisse passer la lumière du soleil couchant faisant flamboyer le vitrail du XIXe siècle représentant Jeanne d'Arc patronne de France.
En 1789, Beautheil faisait partie de l'élection de Coulommiers et de la généralité de Paris et était régi par la coutume de Paris[réf. nécessaire].

## Politique et administration
| Période                                  | Période       | Identité             | Étiquette | Qualité     |
| ---------------------------------------- | ------------- | -------------------- | --------- | ----------- |
| Les données manquantes sont à compléter. |               |                      |           |             |
| mars 2001                                | décembre 2018 | Jean-François Perrin |           | agriculteur |

## Population et société

### Démographie
L'évolution du nombre d'habitants est connue à travers les recensements de la population effectués dans la commune depuis 1793. Pour les communes de moins de 10 000 habitants, une enquête de recensement portant sur toute la population est réalisée tous les cinq ans, les populations de référence des années intermédiaires étant quant à elles estimées par interpolation ou extrapolation. Pour la commune, le premier recensement exhaustif entrant dans le cadre du nouveau dispositif a été réalisé en 2007.

En 2016, la commune comptait 693 habitants, en évolution de −2,67 % par rapport à 2010 (Seine-et-Marne : +3,92 %, France hors Mayotte : +2,11 %).
| 1793 | 1800 | 1806 | 1821 | 1831 | 1836 | 1841 | 1846 | 1851 |
| ---- | ---- | ---- | ---- | ---- | ---- | ---- | ---- | ---- |
| 500  | 510  | 512  | 582  | 560  | 615  | 581  | 613  | 654  |

| 1856 | 1861 | 1866 | 1872 | 1876 | 1881 | 1886 | 1891 | 1896 |
| ---- | ---- | ---- | ---- | ---- | ---- | ---- | ---- | ---- |
| 640  | 677  | 645  | 631  | 594  | 582  | 564  | 550  | 543  |

| 1901 | 1906 | 1911 | 1921 | 1926 | 1931 | 1936 | 1946 | 1954 |
| ---- | ---- | ---- | ---- | ---- | ---- | ---- | ---- | ---- |
| 563  | 572  | 530  | 429  | 402  | 384  | 386  | 365  | 400  |

| 1962 | 1968 | 1975 | 1982 | 1990 | 1999 | 2006 | 2007 | 2012 |
| ---- | ---- | ---- | ---- | ---- | ---- | ---- | ---- | ---- |
| 365  | 303  | 335  | 381  | 410  | 562  | 680  | 696  | 736  |

| 2016 | - | - | - | - | - | - | - | - |
| ---- | - | - | - | - | - | - | - | - |
| 693  | - | - | - | - | - | - | - | - |

La population de Beautheil était de 565 habitants en 1999, 410 habitants en 1990, 381 habitants en 1982, 335 habitants en 1975 et 303 habitants en 1968.

## Économie
Beautheil est spécialisée dans le tourisme. La commune propose des circuits pédestres d'une durée de 4 heures et d'un parcours de 14,5 km. Elle possède également le musée de l'Abeille construit en pleine nature, en bordure de la route D 15 ; il a été conçu pour présenter à tous les merveilles de la ruche, les bienfaits du miel, le travail de l'apiculteur et toute l'histoire des rapports entre l'homme et l'abeille.

## Culture et patrimoine

### Lieux et monuments
- Chartreuse de Maillard

### Patrimoine religieux

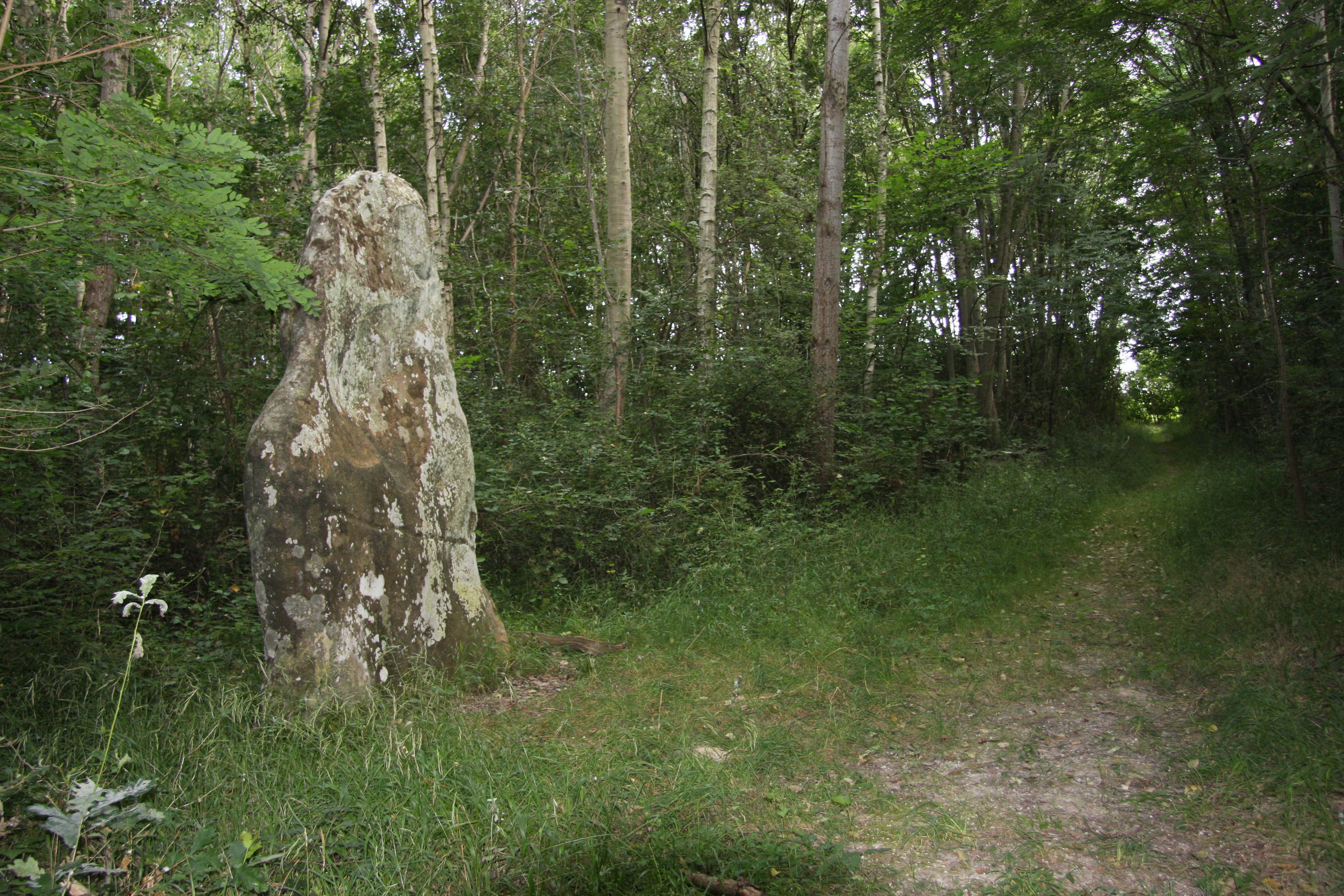
La Pierre-Fitte.

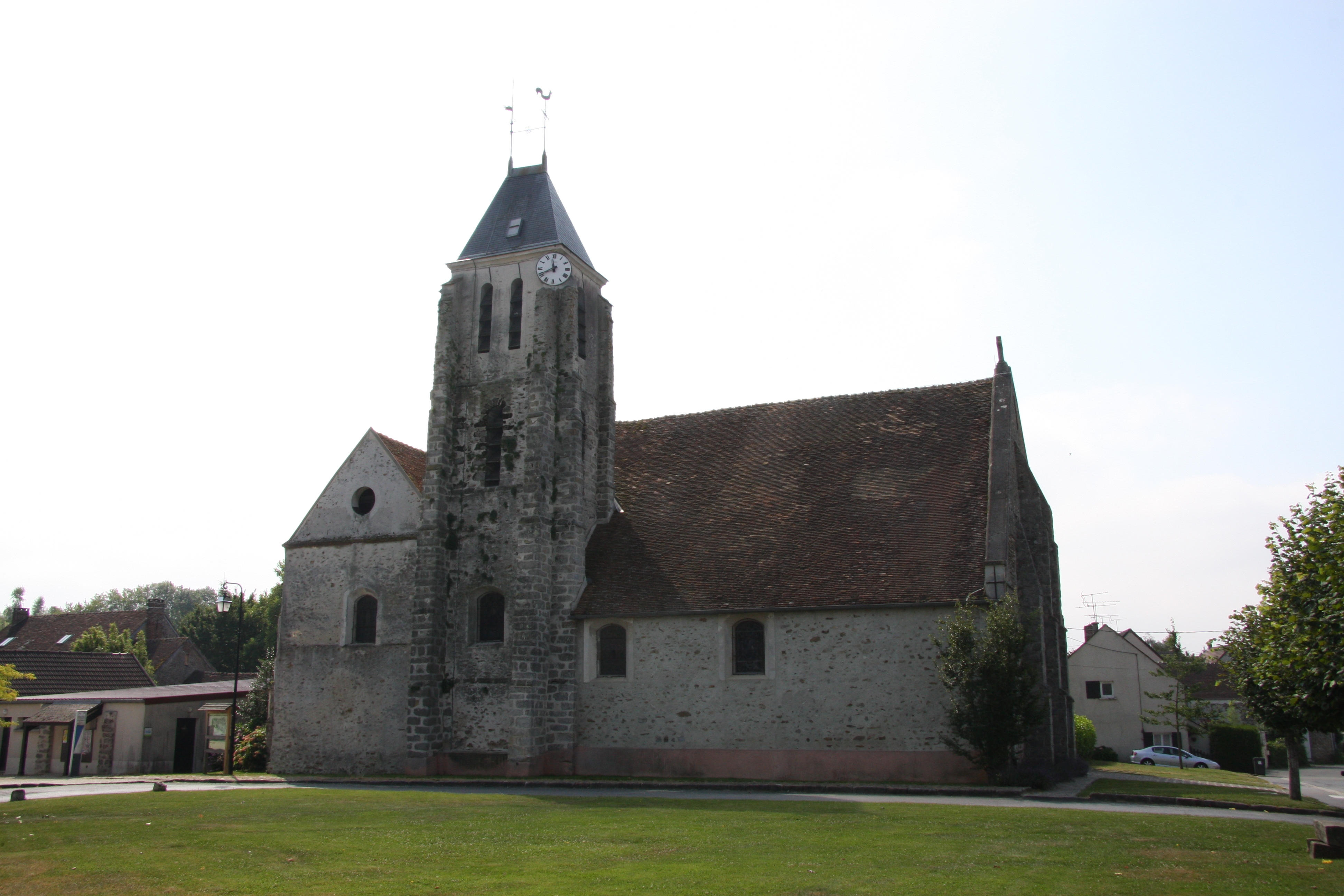
L'église Saint-Martin-et-Sainte-Anne.

- L'église Saint-Martin-et-Sainte-Anne, église des XIIe et XIVe siècles, construite en pierre meulière.
- La Pierre-Fitte, également appelée « pignon de Sainte-Aubierge » et « menhir de Sainte-Flodoberthe », un menhir de plus de 3 m de hauteur, classé monument historique en 1889[19].

Ce menhir, également connu sous le nom de Pignon de Saint-Aubierge ou Saint-Flodoberthe, fut érigé vers 2500 av. J.-C..

### Personnalités liées à la commune
- Famille Pinon de Quincy, propriétaire du Château de Maillard  et conservé par ses descendants au moins jusque dans les années 1960:
  - Jacques Pinon de Quincy (†1871), maire de Beautheil en 1870[20].